# Saint-Céneri-le-Gérei
Saint-Céneri-le-Gérei ist eine französische Gemeinde mit 112 Einwohnern (Stand 1. Januar 2022) im Département Orne in der Region Normandie; sie gehört zum Arrondissement Alençon und zum Kanton Damigny. Saint-Céneri ist als eines der Plus beaux villages de France (Schönste Dörfer Frankreichs) klassifiziert.

## Geografie
Das Dorf liegt an einer aus Granit bestehenden Felsflanke in einer Mäanderschleife der Sarthe zwischen dem zwölf Kilometer entfernten Alençon und dem 40 Kilometer entfernten Le Mans. Die Gemeinde gehört zum Regionalen Naturpark Normandie-Maine.

## Geschichte
Im 7. Jahrhundert gründete der Heilige Céneri hier eine Abtei, die im Jahr 903 von den Normannen zerstört wurde.
Im 11. und 13. Jahrhundert wurden Burg und Kirche erbaut. Die Burg befindet sich seit rund 250 Jahre im Besitz der Familie Giroie.

### Bevölkerungsentwicklung
| Jahr                       | 1962 | 1968 | 1975 | 1982 | 1990 | 1999 | 2006 | 2015 | 2021 |
| -------------------------- | ---- | ---- | ---- | ---- | ---- | ---- | ---- | ---- | ---- |
| Einwohner                  | 102  | 121  | 122  | 136  | 152  | 122  | 143  | 121  | 111  |
| Quellen: Cassini und INSEE |      |      |      |      |      |      |      |      |      |

## Sehenswürdigkeiten
- Die einschiffige romanische Passagenkirche Saint-Céneri (mit drei Apsiden) aus dem 11. Jahrhundert ist seit 1860 ein Monument historique.
- Die Kapelle Saint-Céneri aus dem 15. Jahrhundert wurde ebenfalls zum Monument historique erklärt.
- Die alte Steinbrücke über die Sarthe

Der idyllische Ort lockte in der Vergangenheit viele Maler an, so zum Beispiel Camille Corot, Gustave Courbet und Léon Cogniet. Heute wird das Dorf von vielen Touristen besucht.

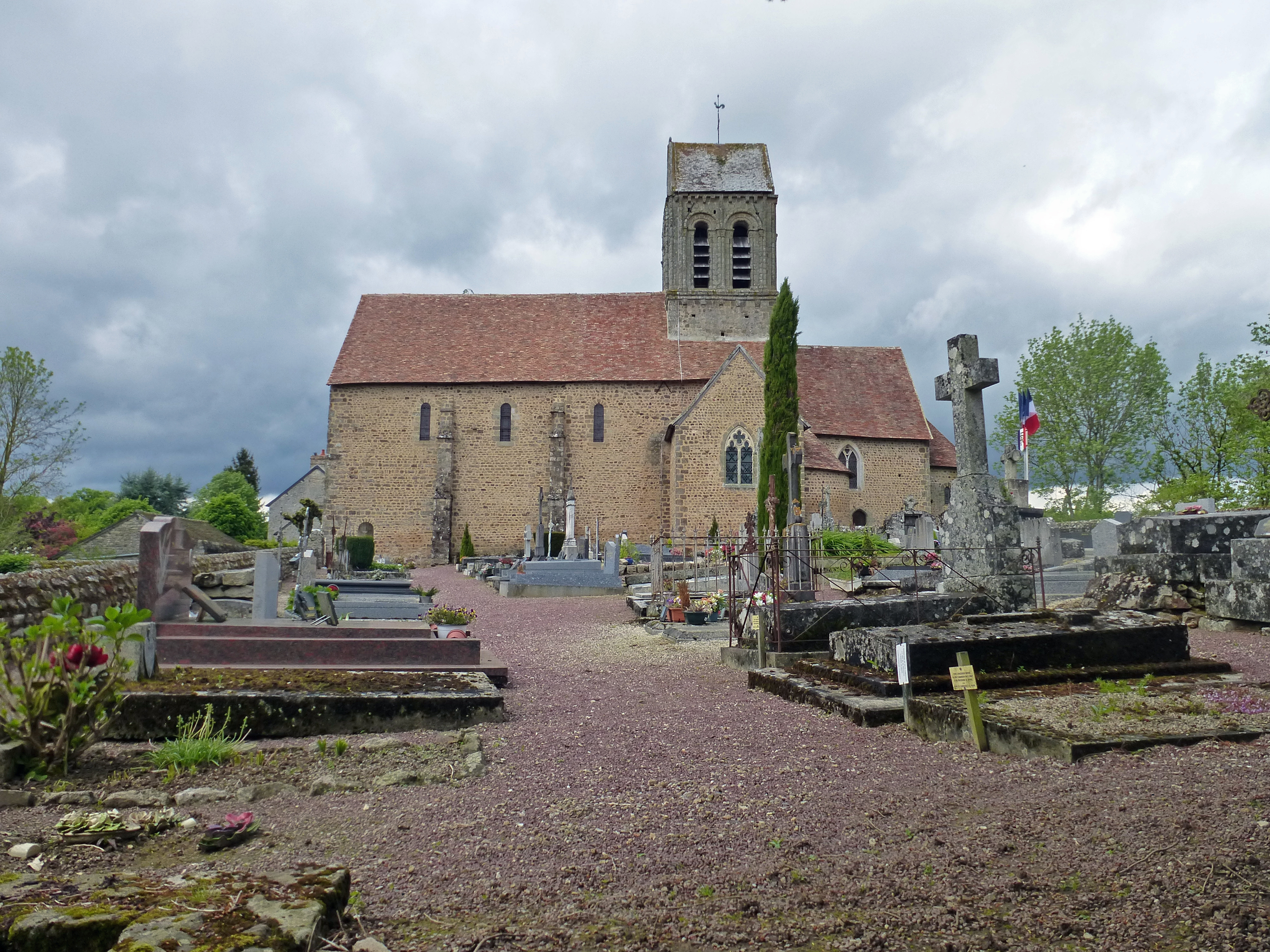
Kirche Saint-Céneri
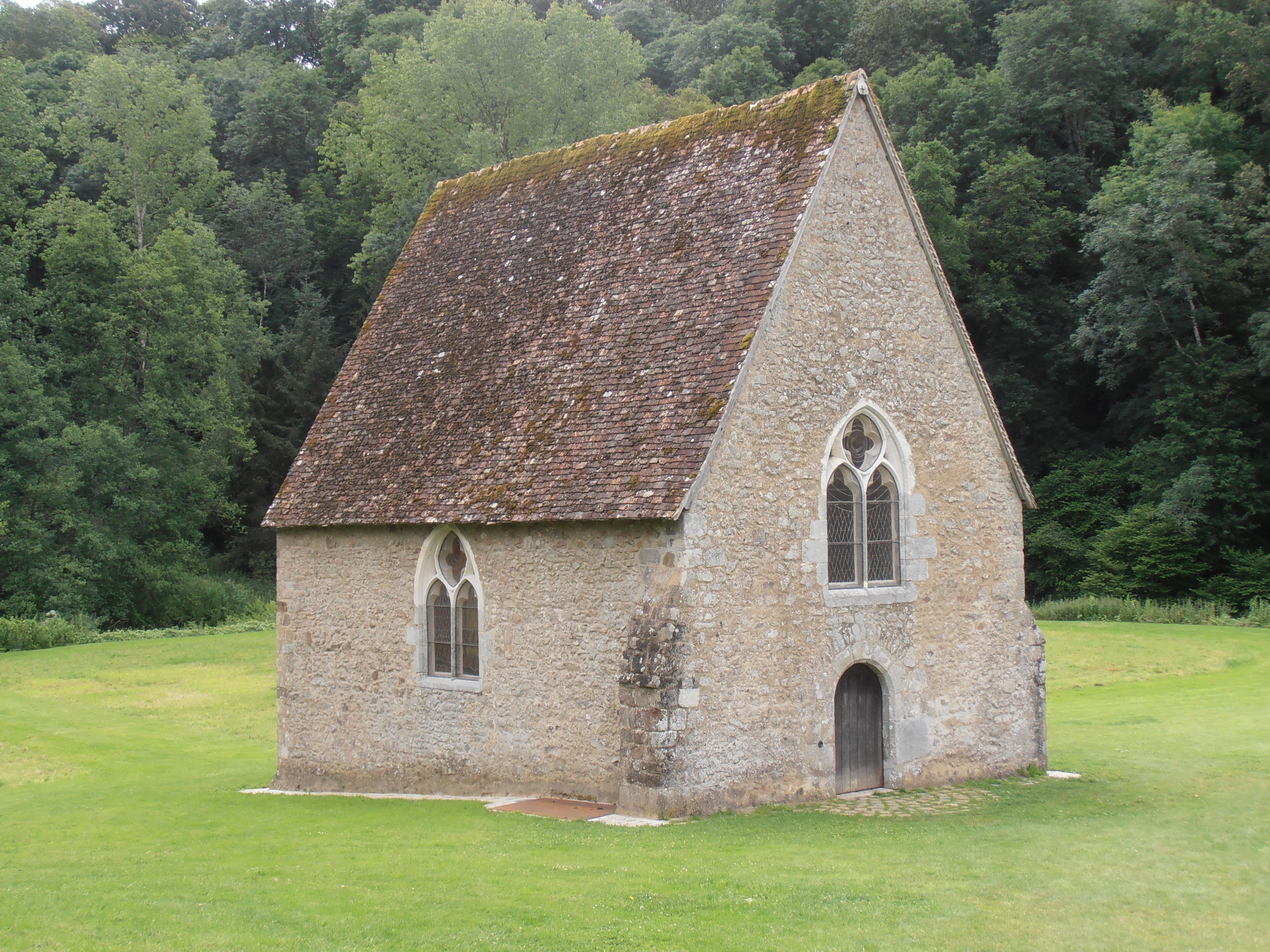
Kapelle Saint-Céneri
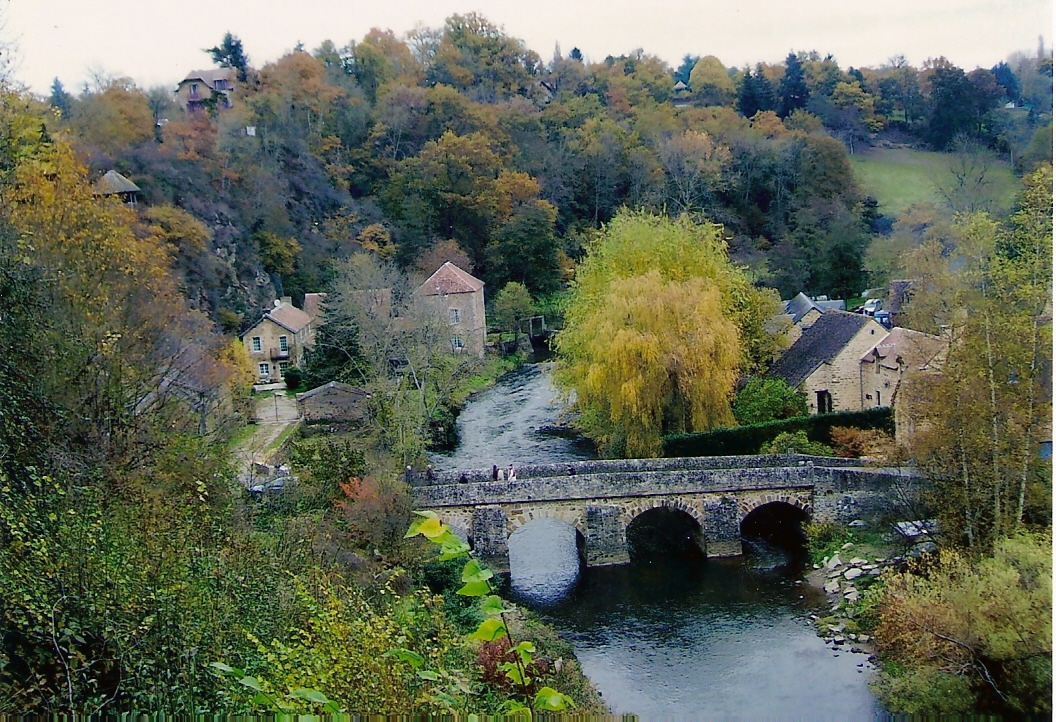
Brücke über die Sarthe
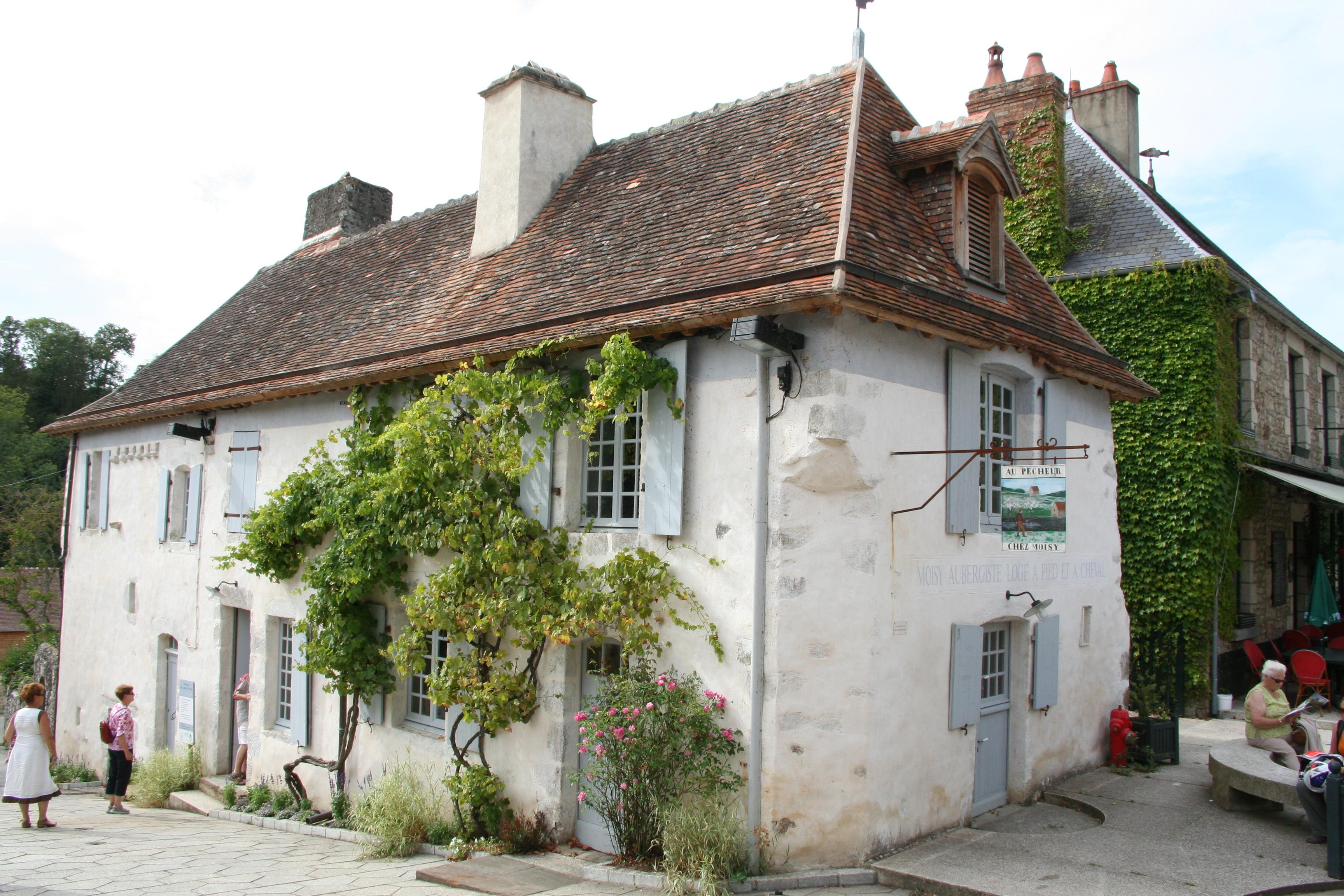
Gasthaus Moisy